# Martin Kiersz
Martin Kiersz, född 1993, är en svensk basketspelare som säsongen 2023 skrev på för Hammarby IF. Under tidigare år har han spelat för Brahe Basket, 08 Stockholm HR, Skuru IK och AZS-AWF Warszawa i Polen.